# غوردي سامبسون
غوردي سامبسون هو مغني وكاتب أغاني كندي، ولد في 30 يوليو 1971 في Big Pond, Nova Scotia ‏ في كندا.

## وصلات خارجية
- الموقع الرسمي
- غوردي سامبسون على موقع ميوزك برينز (الإنجليزية)
- غوردي سامبسون على موقع أول ميوزيك (الإنجليزية)
- غوردي سامبسون على موقع ديسكوغز (الإنجليزية)